# Kara Trutnov
KARA Trutnov, a.s. je česká společnost prodávající koženou a kožešinovou módu. Má 33 prodejen po celé ČR i SR (stav k 1. listopadu 2023). Od 10. února 2021 do 1. dubna 2022 byla společnost v insolvenčním řízení. Po ukončení insolvenčního řízení KARA Trutnov zůstala silnou českou značkou.

## Vznik
Vznikla zčásti kolektivizací v roce 1948 a v roce 1955 byla pod název Kara sloučena i další trutnovská koženářská firma. Po sametové revoluci se tehdejší závod Kara rozpadl, vzniklo z něj několik samostatných částí. Před krachem ji po revoluci zachránil podnikatel Zdeněk Rinth, pod jehož vedením se společnosti velmi dařilo.[zdroj?]

## Úpadek a znovuzrození
V roce 2018 společnost koupil investor Michal Mička (v té době s tržbami kolem 400 milionů korun ročně). Během hospodaření Michala Mičky ale firma upadala a na jaře 2021 rozhodl insolvenční soud o prohlášení úpadku. Jako důvod úpadku uvedla společnost hlavně uzavření prodejen v souvislosti s pandemií covidu-19 v Česku. V době vyhlášení insolvence dlužila firma přes 277 milionů korun. V květnu 2021 rozhodl insolvenční soud o povolení reorganizace jako způsobu řešení dlužníkova úpadku. V listopadu 2021 došlo ke schválení reorganizačního plánu. Dne 1. 4. 2022 došlo ke splnění reorganizačního plánu a bylo ukončeno insolvenční řízení. Společnost byla opět zachráněna díky dřívejšímu majiteli Zdeňku Rinthovi a společnosti NATLAND GROUP, SE.[zdroj?]